# Waterloo (district électoral du Canada-Uni)
Pour les articles homonymes, voir Waterloo (homonymie).
Circonscription électorale provinciale du Canada
Waterloo (nommé Halton West entre 1841 et 1848) est un district électoral de l'Assemblée législative de la province du Canada.

## Liste des députés
| Années | Années      | Député                  | Affiliation                    |
| ------ | ----------- | ----------------------- | ------------------------------ |
|        | 1841 - 1844 | James Durand            | Ultra-réformiste antiunioniste |
|        | 1844 - 1848 | James Webster           | Conservateur                   |
|        | 1848 - 1849 | James Webster           | Conservateur                   |
|        | 1849 - 1851 | Adam Johnston Fergusson | Réformiste                     |
|        | 1851 - 1854 | Adam Johnston Fergusson | Réformiste                     |